# Toxorhamphus
Toxorhamphus là một chi chim trong họ Melanocharitidae.